# Animalizacja
Animalizacja, inaczej uzwierzęcenie – środek stylistyczny używany w celu nadania rzeczom lub osobom cech zwierzęcych. Przykład: „Moja teściowa szczeka”.
Środek ten służy deprecjacji, może także pełnić funkcję inwektywy, natomiast animizacja lub personifikacja często służą sublimacji podmiotu.